# Frigga Carlberg
Frigga Carlberg, de soltera Anna Fredrika Lundgren (Falkenberg, Halland, 10 d'agost del 1851 - 3 d'octubre del 1925), fou una escriptora sueca, treballadora social, feminista i sufragista. Pertangué al comité central de l'Associació Nacional per al Sufragi de les Dones del 1903 al 1921 i fou presidenta de la branca de Göteborg de la Societat Sueca per al Sufragi de les Dones entre 1902–21. Fou una figura destacada del moviment sufragista suec que contribuí a l'aprovació del sufragi en totes dues cambres del Riksdag.

## Biografia
Frigga Carlberg, tot i que la seua família era adinerada, tingué grans dificultats per a persuadir el seu pare que li permetés estudiar.
El 1876 se n'anà a viure a Göteborg després de casar-se amb el funcionari de correus Andreas Carlberg. S'hi va involucrar en temes feministes i de treball social. Entrà en l'Associació de Dones de Göteborg, fundada el 1884. Fundà Sällskapet Myrornas barnhem, una organització que proporcionava llars a menors sans de pares infectats de tuberculosi; presidí una organització per a treballadores socials i era membre de l'Associació sueca d'atenció als pobres.

### Compromís pel sufragi

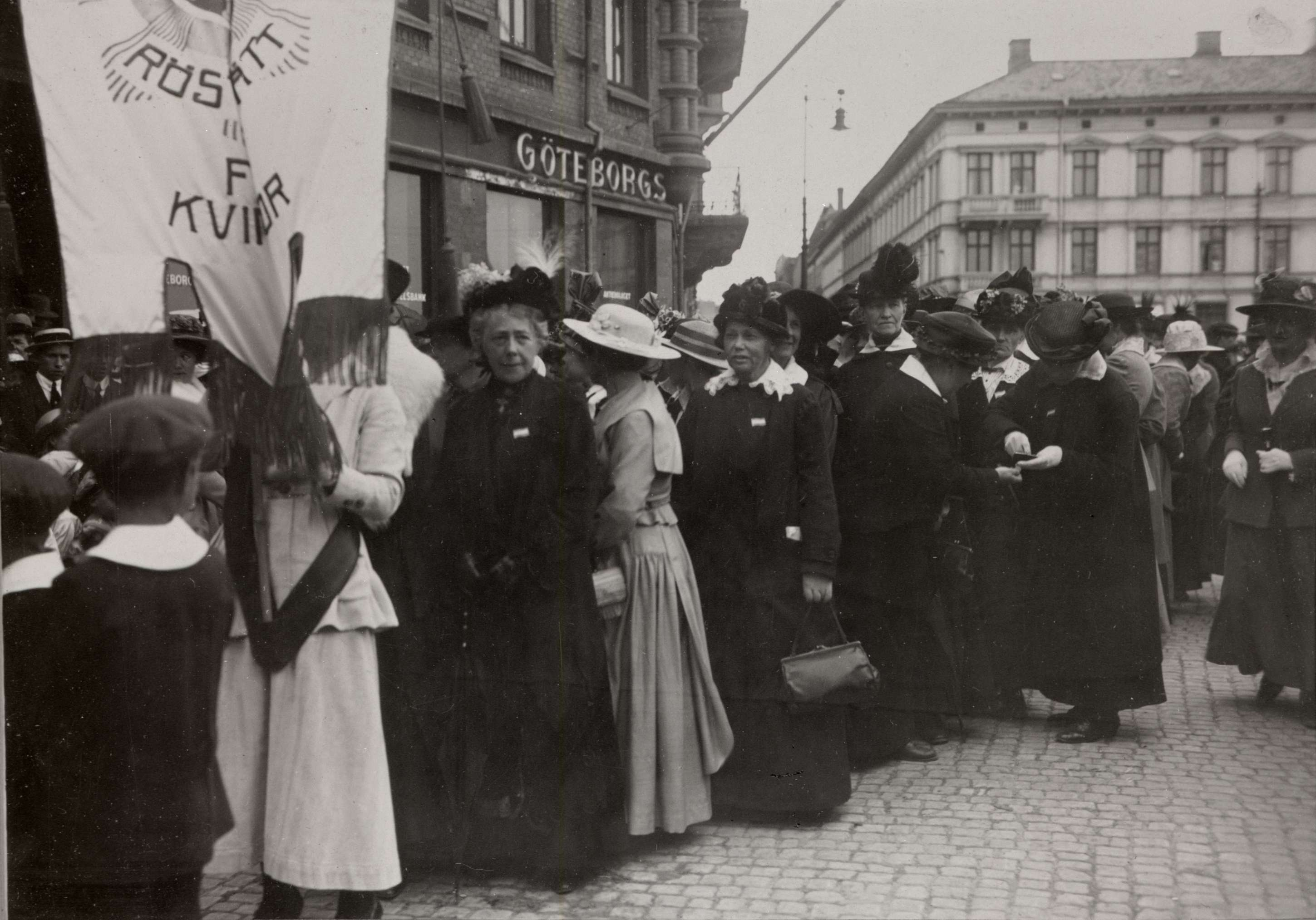
Frigga Carlberg en una manifestació pel sufragi a Gotemborg, 1918

Frigga Carlberg fou una dirigent feminista de Gotemborg, i quan es fundà la Societat Sueca per al Sufragi de les Dones al 1902, n'establí una secció a Gotemborg i en fou elegida presidenta. Estava al cas del moviment pel sufragi britànic i estatunidenc, i una vegada convidà la sufragista anglesa Sylvia Pankhurst (1882-1960) a una conferència. Representà Suècia en conferències internacionals sobre el sufragi: per la Societat Sueca pel Sufragi, i a Roma el 1923 representant el Govern suec.

### Escriptora
Escrigué bona part del material argumentatiu de LKPR, la rama cultural de l'Associació Nacional. Com a autora de novel·les i teatre, descrigué els problemes de les dones i les condicions de vida de les persones empobrides, que influïren políticament.
La seua novel·la För rättfärdighets skull (1918), amb la novel·la Pennskaftet (1910) d'Elin Wägner (1882-1949), és una de les novel·les més notables del moviment pel sufragi suec (Kvinnors kamp för rösträtt).

#### Algunes obres
- Frigga Carlberg, När begreppen klarna.
- Frigga Carlberg, Samma don.
- Frigga Carlberg, Statsministerns döttrar. Skådespel i tre akter.
- Frigga Carlberg, Susan B. Anthony.